# Кудияр Билал
Кудия́р Била́л (настоящее имя — Худярхан Баязитович Блялов, каз. Құдияр Біләл; род. 19 апреля 1959, село Коксарай, Отырарский район, Туркестанская область, Казахская ССР) — казахстанский писатель, поэт, публицист, главный редактор литературно-художественного журнала «Жалын».

## Биография
Родился 19 апреля 1959 года в селе Коксарай Отырарского района Туркестанской области. Окончил факультет филологии Казахского национального педагогического университета имени Абая в 1981 году.
Трудовую деятельность начал корреспондентом. Работал в изданиях «Егемен Қазақстан», «Парасат», ТОО «Қазақ газеттері», а также в журнале «Жалын», где в настоящее время является главным редактором.

## Творчество
Автор ряда поэтических и прозаических произведений на казахском языке:
- Кие
- Ақырзаман (Конец света)
- Шайтанхана (Обитель дьявола)
- Менің пірім (Мой духовный наставник)
- Шай үстіндегі әңгіме (Беседа за чаем)

Тематика его работ включает патриотизм, философские размышления о судьбе казахского народа, духовные и нравственные ценности.

## Награды
- Медаль «20 лет независимости Республики Казахстан»
- Почётное звание «Деятель культуры Республики Казахстан»
- Знак «Отличник информационной сферы»

## Общественная деятельность
Кудияр Билал активно участвует в общественной жизни Казахстана, поддерживает идеи возрождения национальных традиций и духовных ценностей.

## Личная жизнь
Женат на Баглан. Имеет четверых детей: Дану, Дину, Еркебулана и Магжана.